# Bythiospeum senefelderi
Bythiospeum senefelderi е вид коремоного от семейство Hydrobiidae.

## Разпространение
Видът е разпространен в Германия.